# 大和商業高等専修学校
大和商業高等専修学校（やまとしょうぎょうこうとうせんしゅうがっこう）は、神奈川県大和市にある専修学校。

## 概要
学校法人柏木学園の運営する高等課程を置く高等専修学校（学校教育法第124条-126条規定）である。3学期制をとる。

### 設置課程
- 学年：第1 - 3学年
- 課程：商業実務高等課程
- 学科：総合ビジネス科
- コース：情報ビジネスコース・福祉ビジネスコース（2年次より）
- 定員：80名
- 時間帯：昼
- 共学・別学：共学

### 設備・施設
- OA教室
- 図書室
- アリーナ
- シャワー室
- 自習室
- 介護室

## 沿革
- 1982年（昭和57年） - 学校法人柏木学園柏木実業専門学校、商業実務高等課程商業科認可。
- 1985年（昭和60年） - 文部省公示第122号により大学入学資格指定校を受ける。
- 1986年（昭和61年）- 第2キャンパス新校舎落成。
- 1991年（平成3年） - 大和商業高等専修学校に改称。東日本地区高等専修学校教育研究集会開催。
- 1993年（平成5年） - 日本商工会議所日本語文書処理技能マスター認定制度指定校を受ける。
- 1994年（平成6年） - 福智高等学校と技能連携。
- 1997年（平成9年） - 柏木学園高等学校開設。柏木学園高等学校と技能連携。
- 1999年（平成11年） - 緊急雇用対策障害者特別委託訓練受託校・緊急中高年再就職促進訓練受託校となる。
- 2001年（平成13年） - 緊急ＩＴ技能習得促進訓練受託校となる。
- 2002年（平成14年） - 高等課程商業科を高等課程総合ビジネス科に変更。
- 2009年（平成21年） - 新校舎落成式。
- 2011年（平成23年） - 科学技術学園高等学校と技能連携。

## 主な行事
- 1学期：入学式・始業式・健康診断・新入生歓迎会・進路説明会・生徒総会・母校訪問・体育祭・インターンシップ・創立記念日・美化デー・全関東簿記電卓珠算競技大会・全国高等専修学校体育大会・検定特別授業・進路相談など
- 2学期：防災訓練・全国簿記電卓競技大会・学校説明会・学校見学会・紅葉祭・修学旅行・検定特別授業・美化デー・インターンシップなど
- 3学期：生徒会委嘱式・検定特別授業・スポーツデー・美化デー・卒業式・修了式・入学者説明会・インターンシップなど

## 実施・取得指導を行っている資格・検定試験
- 日商簿記検定
- 日本語ワープロ検定
- 表計算検定
- 文書デザイン検定
- 電卓計算能力検定
- 所得税・法人税・消費税法能力検定
- 計算実務検定
- プレゼンテーション作成検定
- 秘書・社会常識能力検定
- サービス接遇実務検定
- 実用英語技能検定
- 日本漢字能力検定
- 販売士検定
- ビジネス文書技能検定
- ビジネス実務マナー検定
- ビジネス電話実務検定　など

## 部活動

### 運動部
- 野球部
- サッカー部
- バレーボール部
- 陸上競技部
- バドミントン部
- バスケットボール部
- 卓球部
- 柔道部
- ボウリング部
- 剣道部

### 文化部
- 簿記・電卓部
- 漫画研究部
- 軽音楽部
- 家庭科部

## 所在地
- 〒242-0012 神奈川県大和市深見東1-1-9

## 交通アクセス
- 小田急江ノ島線・相鉄線大和駅下車、徒歩15分